# Aret Kapetanovic
Aret Kapetanovic, precedentemente conosciuta come Emma Komlosy (Jos, 2 luglio 1977) è una modella, musicista e attrice nigeriana, vincitrice del concorso di bellezza Most Beautiful Girl in Nigeria nel 1995.

## Biografia
Figlia della conduttrice televisiva Patti Boulaye,
Aret Kapetanovic è stata cresciuta in Inghilterra, benché abbia vissuto per un breve periodo in Nigeria con i propri nonni.
Nel 1996, mentre era in vacanza in Nigeria, Kapetanovic - all'epoca conosciuta come Emma Komlosy - è diventata la prima vincitrice di razza mista del concorso di bellezza Most Beautiful Girl in Nigeria (suo padre Stephen è ungherese). Nello stesso anno, rappresenta la Nigeria a Miss Mondo 1996 in India, dove incontra David Giles. Dato che nel 1997, il concorso di bellezza Most Beautiful Girl in Nigeria non viene organizzato, rimane la detentrice del titolo in carica sino al 1998, quando viene incoronata Chika Chikezie.
Dopo essersi laureata in giurisprudenza presso l'Università di Westminster nel 2003, Aret Kapetanovic inizia la propria carriera nello show-business. Per un breve periodo lavora con la madre come cantante, prima di coprodurre il musicale Sundance. Nel 2005, viene messa sotto contratto dalla Sony BMG come cantante e compositrice, e scrive ed interpreta numerosi brani, fra cui Into the Blue, utilizzato nella colonna sonora del film Silence Becomes You, nel quale ha anche un cameo.
 In precedenza, aveva avuto alcuni lavori come modella per l'agenzia Premier Model Management, ed era apparsa in sfilate di moda, pubblicità e video musicali. In seguito ha recitato in alcuni film minori come The Sea Change e Solomon con Ben Cross,.